# Jean-Christophe Rufin
Jean-Christophe Rufin (født 28. juni 1952 i Bourges) er en fransk forfatter, der i 2001 fik Goncourtprisen for romanen Rouge Brésil.